# Nicole Koolen
Nicole Simone Tellier-Koolen, conhecida como Nicky Koolen (Aldershot, Inglaterra, 1 de dezembro de 1972), é uma ex-jogadora de hóquei sobre a grama nascida no Reino Unido mas que defendeu a Seleção Neerlandesa de Hóquei sobre a grama feminino.

## Carreira

### Olimpíadas de 1996
Nos Jogos de Atlanta de 1996, Nicole e suas companheiras de equipe levaram a seleção neerlandesa à conquista da medalha de bronze do torneio olímpico. Na partida de disputa do terceiro lugar, os Países Baixos empataram em 0 a 0 com a Grã-Bretanha no tempo regular, e venceram nos tiros livres.